# Mizeri (film)
Mizeri (engl. Misery) je američki psihološki horor iz 1990. zasnovan na istoimenom romanu Stivena Kinga iz 1987. godine. Film je režirao Rob Rajner, a glavne uloge tumače Džejms Kan i Keti Bejts koja je za ulogu u filmu dobila Oskara za najbolju žensku ulogu.

## Radnja
Pol Šeldon je nekada živeo od pisanja.
Sada mora da piše da bi ostao živ.
Paul Sheldon used to write for a living.
Now he's writing to stay alive.— Slogan filma
Pol Šeldon (Paul Sheldon, Džejms Kan) je pisac veoma uspešnog serijala romana Mizeri (Misery). Nakon što dotični pisac doživi saobraćajnu nesreću, spasava ga žena po imenu Eni Vilks (Annie Wilkes, Keti Bejts). U saobraćajki su mu povređene obe noge zbog čega nije u stanju da hoda. Na početku se čini kako Eni, koja se predstavlja kao medicinska sestra, želi Polu sve najbolje. Ona mu donosi lekove protiv bolova, hrani ga i ne prestaje da govori kako je njegova najveća obožavateljka. Ali, uskoro postaje jasno kako je Eni psihički nestabilna osoba. Nakon što uz Polovo dopuštenje pročita njegov trenutni, neobjavljeni rukopis (koji nije vezan za serijal Mizeri), ona postaje razočarana i ljuta zbog toga što ne može da shvati kvalit njegovog trenutnog rada i zbog toga što fanatično obožava serijal Mizeri koji je namenjen širokoj publici.
Tokom Polovog boravka u kući Eni Vilks, izlazi najnovija knjiga iz serijala Mizeri (Mizerino dete), knjiga koju Eni s velikim žarom počinje da čita, ne znajući kako se ova knjiga (kao i celi serijal) završava Mizerinom smrću. Nakon što se izviče na Pola, ona mu donosi njegov neobjavljeni rukopis i kutiju šibica, a zatim ga natera da ga spali.
Sledećeg dana ona mu donosi pisaću mašinu i papir, uz obrazloženje kako mora da ispravi knjigu i vrati Mizeri u život. Tokom ovog razgovora Pol primećuje šnalu na podu, nakon čega govori Eni kako ne može da piše na papiru koji mu je donela jer se na njemu mrlja mastilo. Ubrzo potom ljutita Annie odlazi nazad u grad po novu vrstu papira, što Pol koristi kako bi ugrabio šnalu pomoću koje potom otključava vrata. Međutim, otkriva kako nema kuda da pobegne, pa umesto bega počinje da radi na novoj knjizi.
Nešto kasnije, on ponovo uspeva da izađe iz svoje sobe i istraži kuću, u kojoj pronalazi spomenar sa isečcima iz novina koji upućuju na to da je Eni osuđeni serijski ubica. Nakon toga on odlazi nazad u svoju sobu, u kojoj se budi usred noći tek da bi uspio da vidi kako Eni ubrizgava u njega nekakvu tekućinu koja ga omamljuje. Sledećeg jutra Pol otkriva kako ga je Eni, koja mu tada priznaje kako je saznala da je izlazio izvan svoje sobe, vezala za krevet. Ubrzo potom, ona mu lomi nožne zglobove kako ne bi mogao da pobegne. U međuvremenu, dok mnogi ljudi pretpostavljaju kako je Pol mrtav, lokalni šerif (Ričard Farnsvort) sumnja da je on još uvijek živ i slijedom raznih tragova dolazi do Eni. Eni uočava šerifov dolazak, te brzo onesvešćuje Pola i odvlači ga u podrum. Nakon relativno kratkog traganja, šerif pronalazi Pola, ali se pojavljuje Eni sa puškom i ubija ga.
Nedugo potom, Eni izjavljuje ljubav Polu i govori mu kako moraju zajedno umreti. Primetivši na podu do sebe benzin za upaljač, Pol uspeva da nagovori Eni da ga prvo pusti da završi knjigu. Eni potom odlazi po njegova kolica, što on koristi da sakrije benzin u svoju trenerku. Nakon što je završio knjigu, Pol traži od Eni da mu donese cigaretu, šibice, čašu i bocu šampanjca. Potom joj još govori kako treba da donese još jednu čašu. Za vreme njenog odsustva Pol prska rukopis benzinom za upaljače i pali šibicu. U trenutku Eninog ulaska u sobu Pol pali knjigu, što Annie nju potpuno izbezumljuje. Eni se baca na zapaljeni rukopis pokušavajući da ga spase, a Pol je u tom trenutku udara u glavu pisaćom mašinom. Nakon krvave borbe koja potom sledi, Pol uspeva da je konačno ubije malom metalnom statuom svinje. Osamnaest meseci kasnije, Pol (koji sada hoda pomoću štapa) nalazi se sa svojim izdavačem (Lorin Bekol) u restoranu, kako bi prodiskutovali o njegovom novom romanu koji je doživeo veliki uspeh. Paul joj priznaje kako mu se Eni još uvek s vremena na vreme pojavljuje pred očima. Film se završava tako što im prilazi konobarica koja kaže Polu: „Ja sam vaša najveća obožavateljka“.

## Uloge
Uloga Pola Šeldona prvobitno je ponuđena Džeku Nikolsonu ali ju je on odbio jer nije bio siguran da želi da snima još jedan film rađen po romanu Stivena Kinga nakon onoga što je proživeo sa Stenlijem Kubrikom snimajući film Isijavanje. Prema knjizi Vilijama Goldmana Four Screenplays, ostali glumci kojima je takođe nuđena ova uloga, a odbili su je bili su: Vilijam Hert, Kevin Klajn, Majkl Daglas, Harison Ford, Dastin Hofman, Robert De Niro, Al Pačino, Ričard Drajfus, Džin Hekman, Robert Redford i Voren Bejti. Andželika Hjuston, bila je zainteresovana za glavnu žensku ulogu, ali ju je odbila zbog obaveza snimanja filma The Grifters. Ulogu je odbila i Bet Midler, pre nego što ju je prihvatila Keti Bejts.

## Razlike između filma i knjige
Verovatno je najveća razlika ta što u filmu Eni macolom Polu slama članke na nogama, dok mu u knjizi sekirom odseca stopalo, a kasnije i palac. Pisaća mašina tokom radnje u knjizi ostaje bez slova T i E. U knjizi nema učešća policije kao u filmu, a šerif ne istražuje farmu Eni Vilks, već umesto njega to čini njegov mladi pomoćnik. Knjiga koju Pol piše u filmu je nenaslovljena, dok se u knjizi zove Fast Cars. U knjizi, Eni ne saznaje da je Pol napuštao sobu zahvaljujući pingvinu okrenutom na pogrešnu stranu, već zahvaljujući zvuku koji je proizvodio deo šnale koji se zaglavio u bravi. Takođe, u knjizi ona ostavlja vlasi kose na sve u kući, kako bi znala šta je Pol pomerao. U filmu, Eni zna da je Pol dva puta napuštao sobu, dok u knjizi pretpostavlja da je to činio sedam puta. U knjizi, Pol je prevario Eni da je zapalio knjigu. Pošto je najpre sakrio knjigu, zapalio je gomilu praznih papira umotanih u korice Misery's Return. Na kraju knjige, Eni se pojavljuje pred Polom u vidu konobarice, već ulazi u njegov stan (u snu) i ubija ga.

## Spoljašnje veze
- Misery na sajtu  (jezik: engleski)
- Misery na sajtu  (jezik: engleski)
- Misery na sajtu  (jezik: engleski)